# Daniele Hypólito
Daniele Matias Hypólito (Santo André, 8 de setembro de 1984) é uma ex-ginasta brasileira que competiu em provas de ginástica artística. Com feitos até então inéditos na ginástica brasileira, é considerada como uma das referências da modalidade no país. Representou, na maior parte da carreira, o Clube de Regatas do Flamengo.
Competiu em cinco edições de Jogos Olímpicos. Foi a responsável pela primeira medalha individual de uma ginasta brasileira em um Campeonato Mundial, na edição de 2001, em Gante, na Bélgica. Foi eleita por duas vezes seguidas (2001/02) a melhor atleta brasileira pelo Prêmio Brasil Olímpico.
Desde o fim dos Jogos Olímpicos de Verão de 2016, Daniele acumulou participações em reality shows da televisão brasileira. Após deixar as competições, passou também a atuar como artista circense.
Daniele é irmã do também ginasta e medalhista olímpico Diego Hypólito, com quem participou no Big Brother Brasil 25, da TV Globo.

## Carreira
Filha do motorista de ônibus Wagner Hypólito com a costureira Geni Matias. Possui ascendência grega do lado paterno e portuguesa do lado materno. Teve seu primeiro contato com a ginástica artística no SESI de Santo André, em São Paulo. Daniele chegou no Flamengo em 1994 como contratada, situação inédita no Brasil, e recebeu do clube moradia, escola para si e seus dois irmãos, e um salário.
Em 1996, foi a primeira no Campeonato Nacional Brasileiro na categoria individual geral. No ano seguinte, atingiu três expressivos resultados: conquistou o Campeonato Brasileiro no concurso geral e foi primeira por equipes, nas barras assimétricas e no solo, no Campeonato Pan-americano. No Trophee Massila, foi a oitava colocada no geral individual. No ano subsequente, a ginasta sofreu um acidente num ônibus, onde viajava com a equipe do Flamengo, que vitimou sete pessoas e deixou paraplégica a técnica Georgette Vidor.
Competiu nos Jogos Pan-Americanos de 1999, no Canadá, onde fez a medalha de prata por equipes, mas acabou desapontada com o próprio desempenho, pois era esperado que ela pudesse conquistar outras medalhas na competição mesmo tendo apenas 14 anos. Em uma entrevista ao Jornal do Brasil, ela admitiu que cometeu erros durante a competição por ter ficado nervosa e se desconcentrado.
Seu primeiro grande resultado veio no Campeonato Mundial de Ginástica Artística de 1999, na China, quando foi 21ª colocada no individual geral. O resultado, na época, foi o melhor da história do Brasil nessa competição, superando a marca de Soraya Carvalho, 35ª colocada em 1995.
Sua primeira aparição olímpica aconteceu nos Jogos de Sydney, em 2000. No evento, conquistou as melhores colocações brasileiras em Olimpíadas até então, ao ser a 21ª colocada no concurso geral, 17ª nas barras assimétricas e no solo e 16ª na trave de equilíbrio. Em 2001, no Campeonato Mundial de Gante, conquistou a primeira medalha da ginástica artística brasileira em mundiais, a prata nos exercícios de solo, superada apenas pela romena Andreea Raducan.
Competiu nos Jogos Sul-Americanos de 2002, em Curitiba. Conquistou medalhas de ouro por equipes, no individual, solo, trave e salto, faturando uma prata nas barras assimétricas.

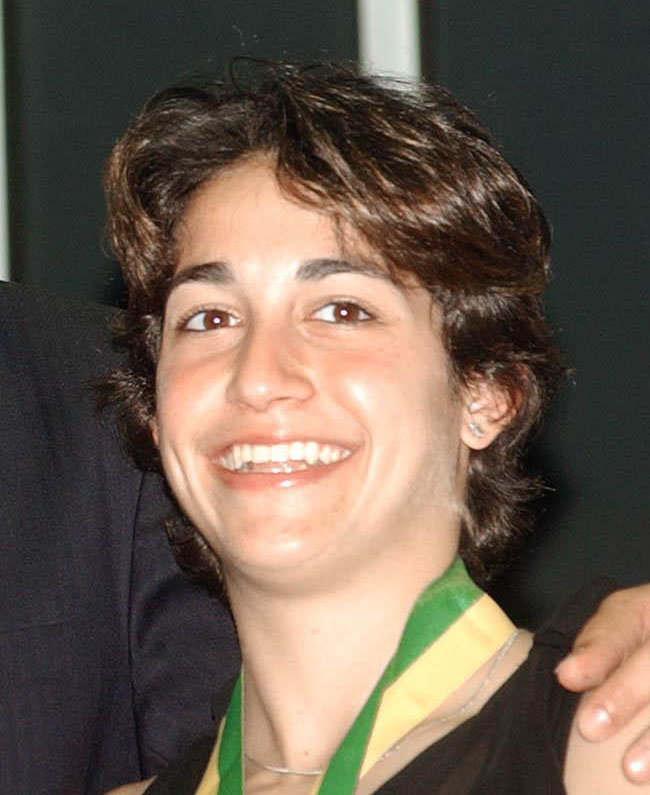
Daniele Hypólito em 2004

No começo do ano de 2003, Daniele mudou-se para Curitiba, onde a seleção brasileira treinava com o técnico ucraniano Oleg Ostapenko. A atleta não se adaptou e voltou para o Rio de Janeiro, mesmo correndo o risco de ser cortada das duas principais competições daquele ano: o Pan-americano de Santo Domingo e o Mundial de Anaheim. No mesmo ano, contraiu dengue e afastou-se dos treinamentos por alguns dias. Integrante da seleção, conquistou duas medalhas de prata na trave e nas paralelas assimétricas, duas medalhas de bronze no individual geral e por equipes, totalizando quatro no Pan de Santo Domingo.
Em 2004, optou por deixar a técnica Georgette Vidor e o clube do Flamengo para voltar à Curitiba e treinar com Ostapenko e a seleção. No mesmo ano, fez parte da equipe brasileira que disputou os Jogos Olímpicos de Atenas. Novamente conquistou as melhores posições brasileiras: por equipes, o Brasil conquistou a nona colocação. Classificada para a final individual, terminou o evento em 12º.
No ano posterior, disputando o Campeonato Mundial de Melbourne, ficou em nono lugar geral e venceu seu nono campeonato nacional.

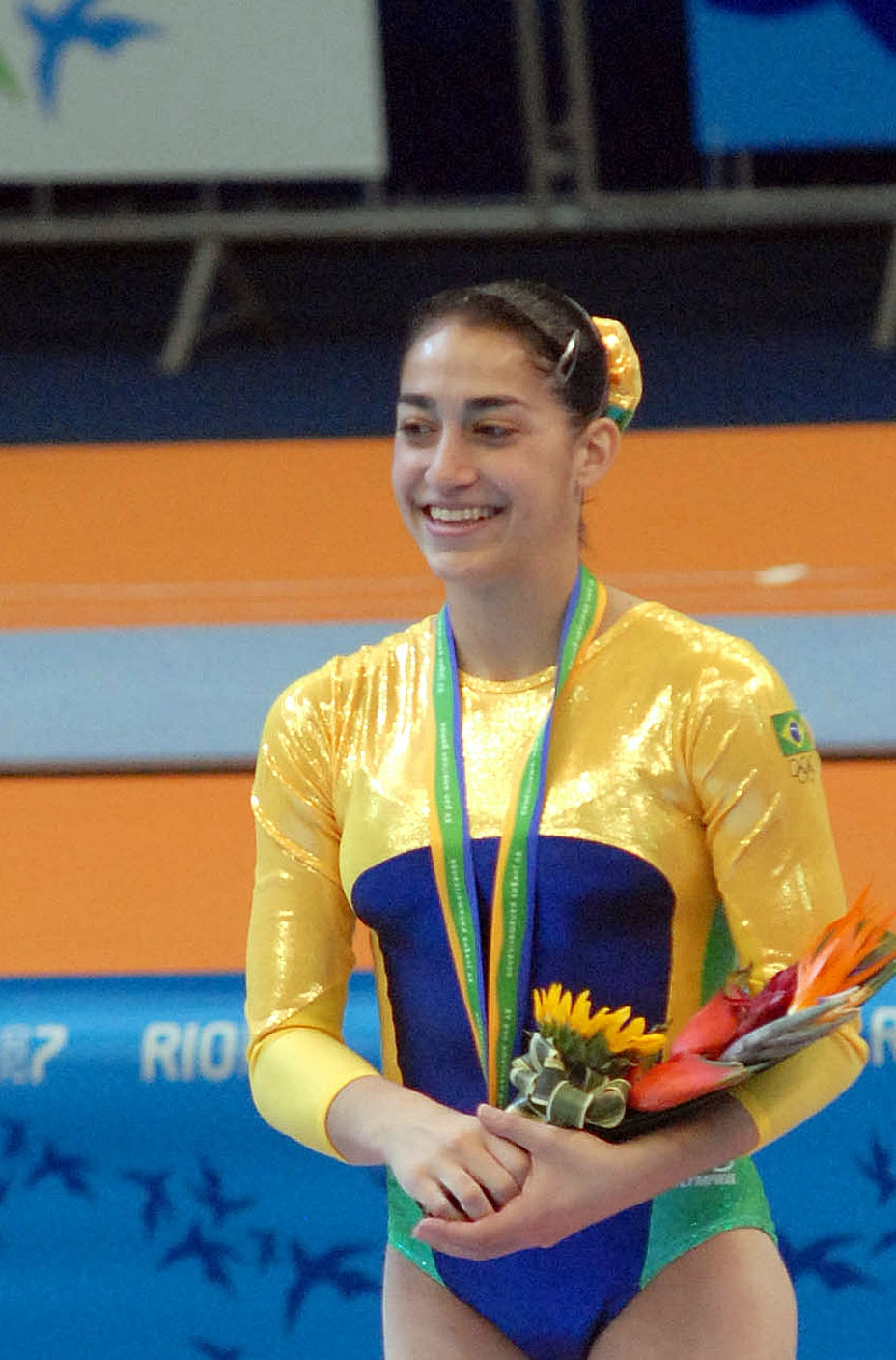
Daniele Hypólito nos Jogos Pan-Americanos de 2007

Em mais uma edição do Campeonato Mundial, realizada em Aarhus, Daniele foi 22ª no all around e sétima por equipes. Na Final de Copa do Mundo de São Paulo, no Brasil, conquistou a medalha de prata na trave, atrás da chinesa Li Ya, medalhista de ouro. No ano seguinte, nos Ginástica nos Jogos Pan-americanos de 2007, realizados no Rio de Janeiro, Daniele foi medalha de prata por equipes, atrás da norte-americana. Na finais individuais, foi quinta no individual geral, sétima no solo e medalhista de bronze na trave. Ainda em 2007, foi quinta colocada por equipes no Mundial de Stuttgart.
Em sua terceira participação olímpica, nos Jogos de Pequim, Daniele ao lado de Jade Barbosa, Daiane dos Santos, Lais Souza, Ana Cláudia Silva e Ethiene Franco, conquistou a primeira e melhor colocação brasileira em uma final por equipes até então, a oitava. Após a realização do Jogos, a atleta cedeu uma entrevista alegando que continuaria na ginástica e com pretensões de participar dos Jogos Olímpicos de Verão de 2012, em Londres.
Em 2009, a foi a única representante brasileira na Universíada de Belgrado, na qual conquistou a 17ª colocação no individual geral. Em 2010, disputou em junho, a etapa portuguesa da Copa do Mundo. Nela, encerrou medalhista de ouro em dois eventos: salto e solo, nas barras assimétricas foi terceira colocada.
Competiu nos Jogos Olímpicos de Verão de 2012, em Londres. Ajudou o Brasil a classificar equipe completa para a competição, mas durante as disputas na capital britânica, cometeu falhas no solo e no salto.
Em 2013, foi dispensada do Flamengo e acertou com o Cegin, do Paraná, onde ficou até o começo de 2016. Disputou ainda os Jogos Pan-Americanos de 2015, em Toronto, onde ganhou o bronze por equipes e ficou em quarto no salto. Nos Jogos Olímpicos de Verão de 2016, no Rio de Janeiro, ajudou o time brasileiro a chegar na final por equipes.

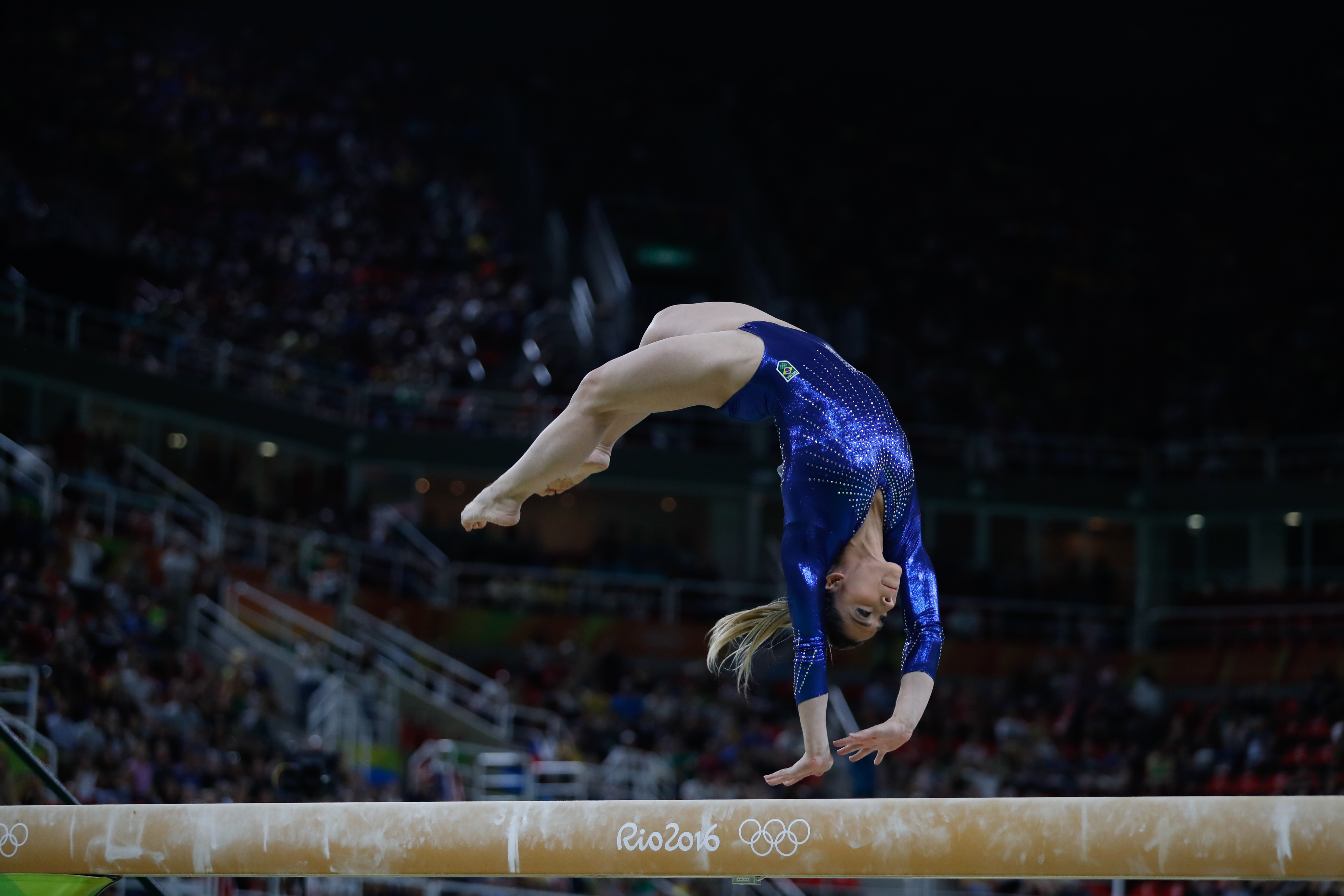
Daniele Hypólito durante os Jogos Olímpicos de 2016, no Rio de Janeiro

Voltou ao Flamengo em 2020, após passagem pelo São Bernardo. Sua última competição foi o Campeonato Brasileiro de 2021.
Desde 2022 passou a apresentar o espetáculo "Abracadabra", na Rede Circus, juntamente com o irmão.

## Vida pessoal

### Relacionamentos
Daniele Hypólito falou sobre sua intimidade em 2008 ao revelar que, aos 24 anos, nunca havia namorado e que era virgem. Segundo ela, tratava-se de uma decisão pessoal e que não iria levar isso até o casamento. Em 2011, ela disse que já tinha vida sexual e declarou que esse tipo de relação era uma coisa "para ser feita com mais afinidade".
Desde 2015 se relaciona com o coreógrafo Fábio Castro. Daniele foi pedida em casamento em 2016, estando casada desde 2018.

### Problemas de saúde em 2023
Em 2023, Daniele passou por cinco internações por causa de problemas renais. A atleta tinha um quadro de pielonefrite, inflamação renal decorrente de uma infecção urinária. Em uma outra internação, foi diagnosticado que ela estava com uma uma sinusite grave, precisando tomar antibióticos. A ex-atleta ficou internada em uma UTI, ficando mais de um mês hospitalizada após passar por uma cirurgia para remover toda a secreção.
No período em que esteve tratando da pielonefrite, Daniele Hypólito chegou a ligar para a mãe para se despedir.
Daniele ainda viria a ser internada para tratar de uma infecção urinária. Uma cirurgia para remover o cálculo renal já estava marcada, mas ela teve que antecipar o procedimento por causa dessa infecção.

## Aparições na televisão
Daniele Hypólito acumulou participações em programas na televisão. Em 2017, foi uma das participantes que disputaram o reality show de resistência física Exathlon Brasil então exibido pela Rede Bandeirantes, sendo a primeira eliminada da atração.
Em 2019, Daniele foi uma das participantes da quinta temporada do talent show Dancing Brasil, exibido pela RecordTV, sendo a vice-campeã da edição.
Foi uma das participantes da primeira temporada do reality show Made In Japão, então exibido pela RecordTV, em 2020, onde ficou em 6.º lugar na competição.
Em 6 de maio de 2021, foi confirmada como uma das participantes da quinta temporada do reality show Power Couple Brasil, exibido pela RecordTV, competindo juntamente com seu marido Fábio Castro. Eles foram o oitavo casal eliminado do programa com 24,36% dos votos para ficar em uma D.R. contra Matheus Yurley & Mari Matarazzo e Renata Dominguez & Leandro Gléria, terminando em 6.º lugar na competição. No mesmo ano, foi convidada do último episódio da 9ª temporada de A Culpa é do Cabral.
Em 2025, Daniele entrou em mais um reality show, o Big Brother Brasil 25, em dupla com seu irmão Diego Hypólito, também ginasta. Daniele foi a primeira exceção do protocolo contra a participação de ex-integrantes de realities da Record, tendo em vista sua participação nos programas Made In Japão, Power Couple Brasil 5 e Dancing Brasil 5, além do Exathlon Brasil na Rede Bandeirantes em 2017. Pedro Scooby, que participou da mesma temporada do Exathlon Brasil, também se tornou participante do BBB, na vigésima segunda edição. Após ser indicada a quatro paredões, Daniele foi a décima quinta eliminada do programa com a média de 50,37% dos votos em um paredão contra João Pedro Siqueira e Maike Cruz, terminando em 10.º lugar.

## Galeria

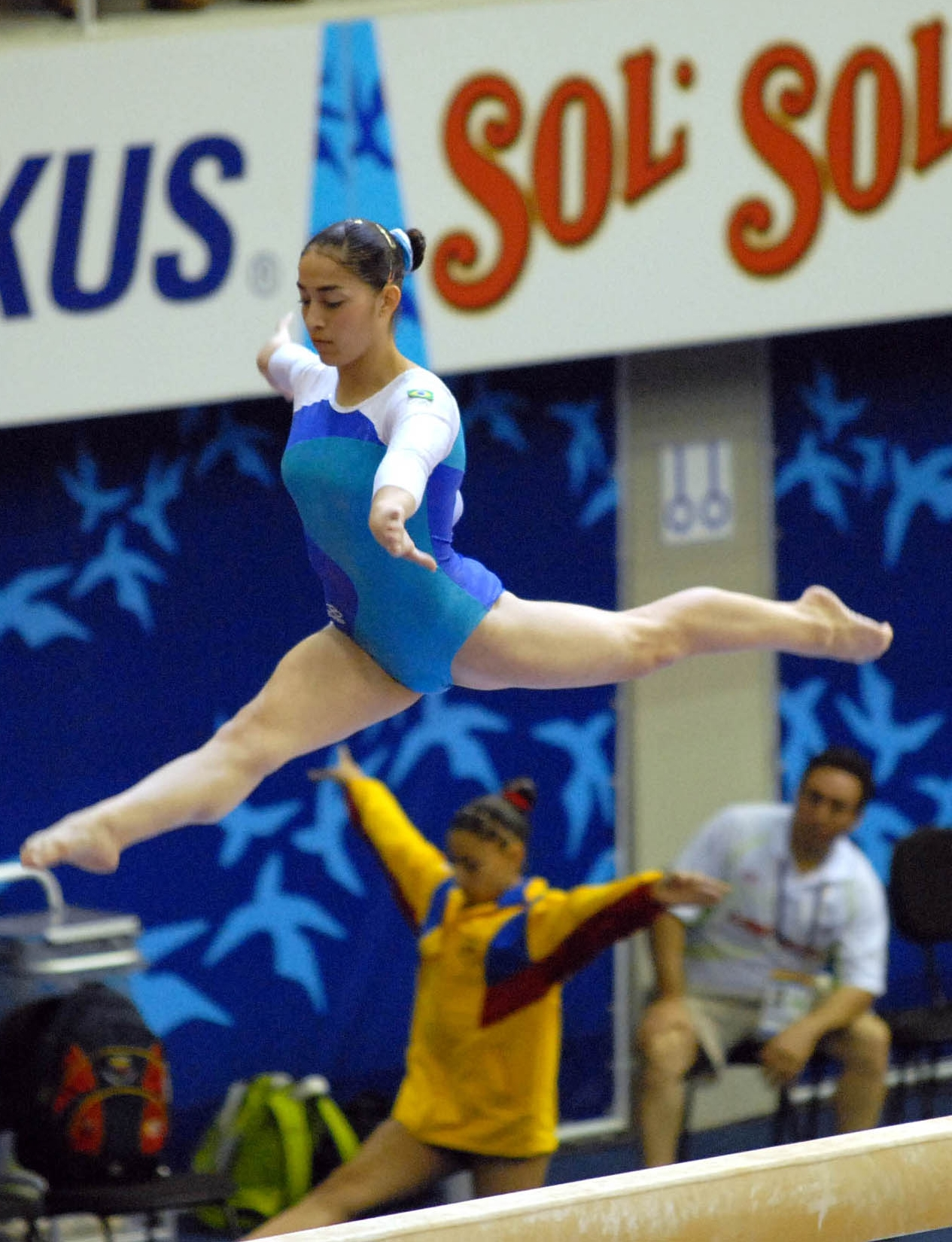
Daniele Hypólito nos Jogos Pan-Americanos de 2007
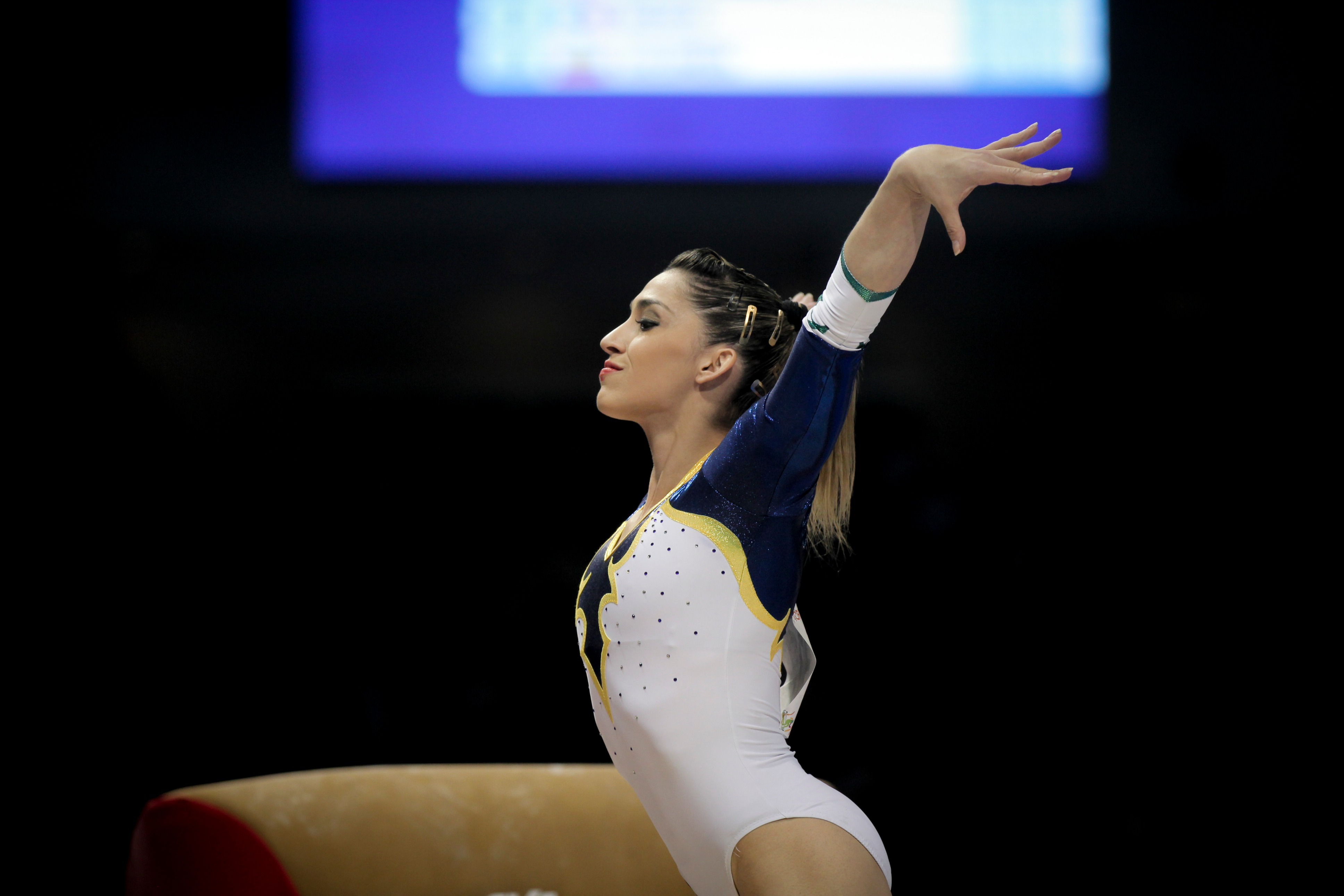
Daniele Hypólito nos Jogos Pan-Americanos de 2015
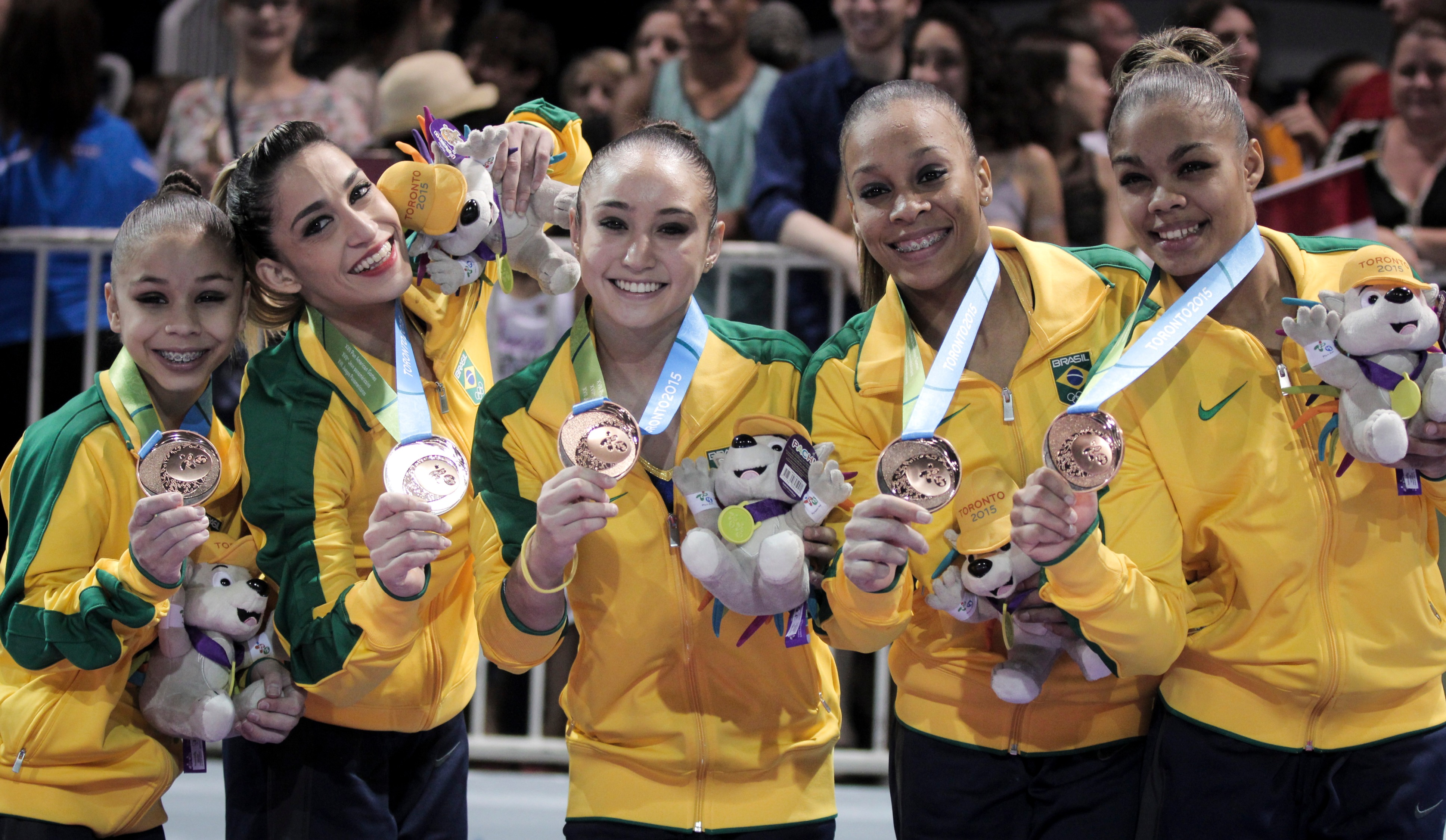
Daniele Hypólito com a seleção feminina no Pan de 2015
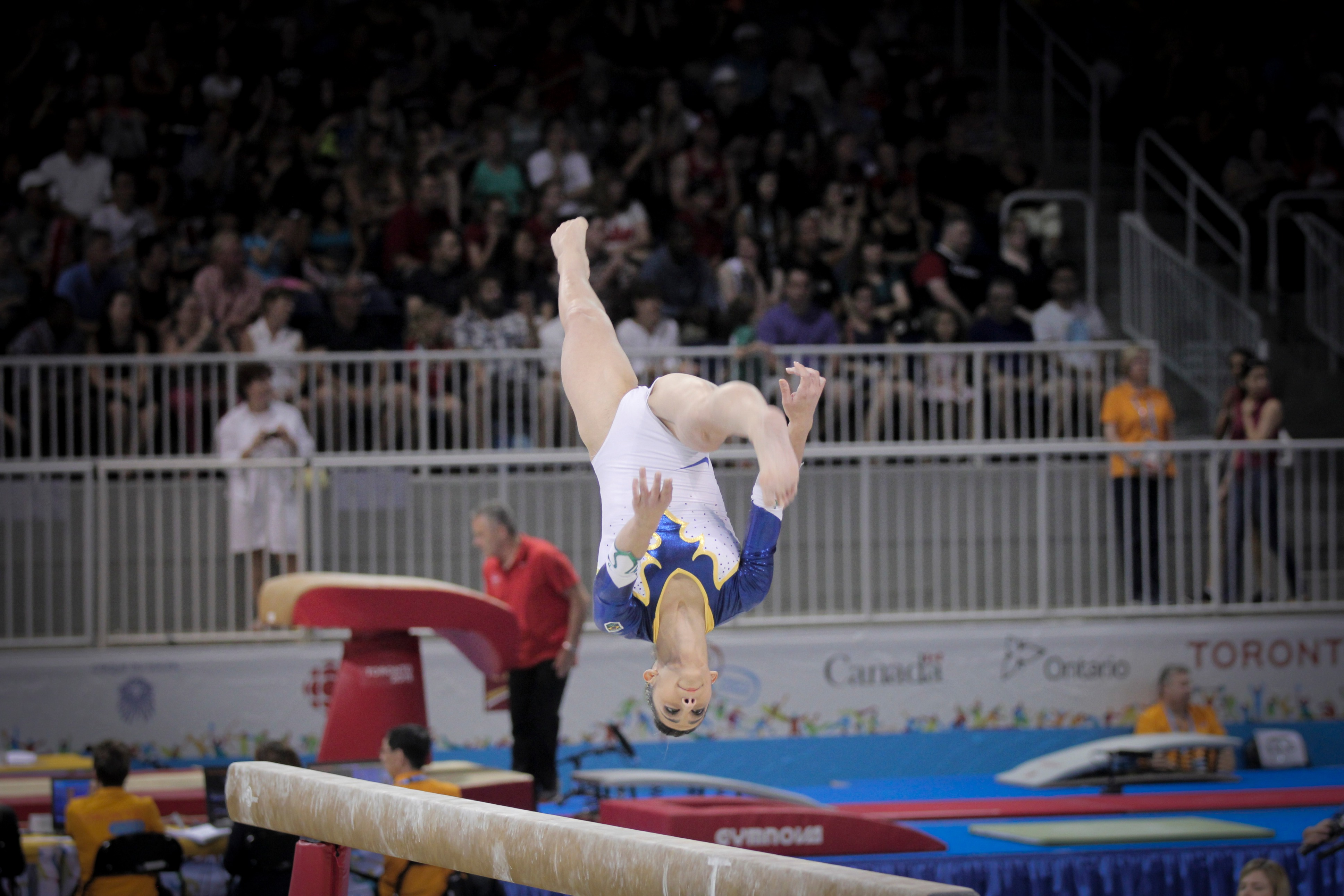
Daniele Hypólito competindo nos Jogos Pan-Americanos de 2015
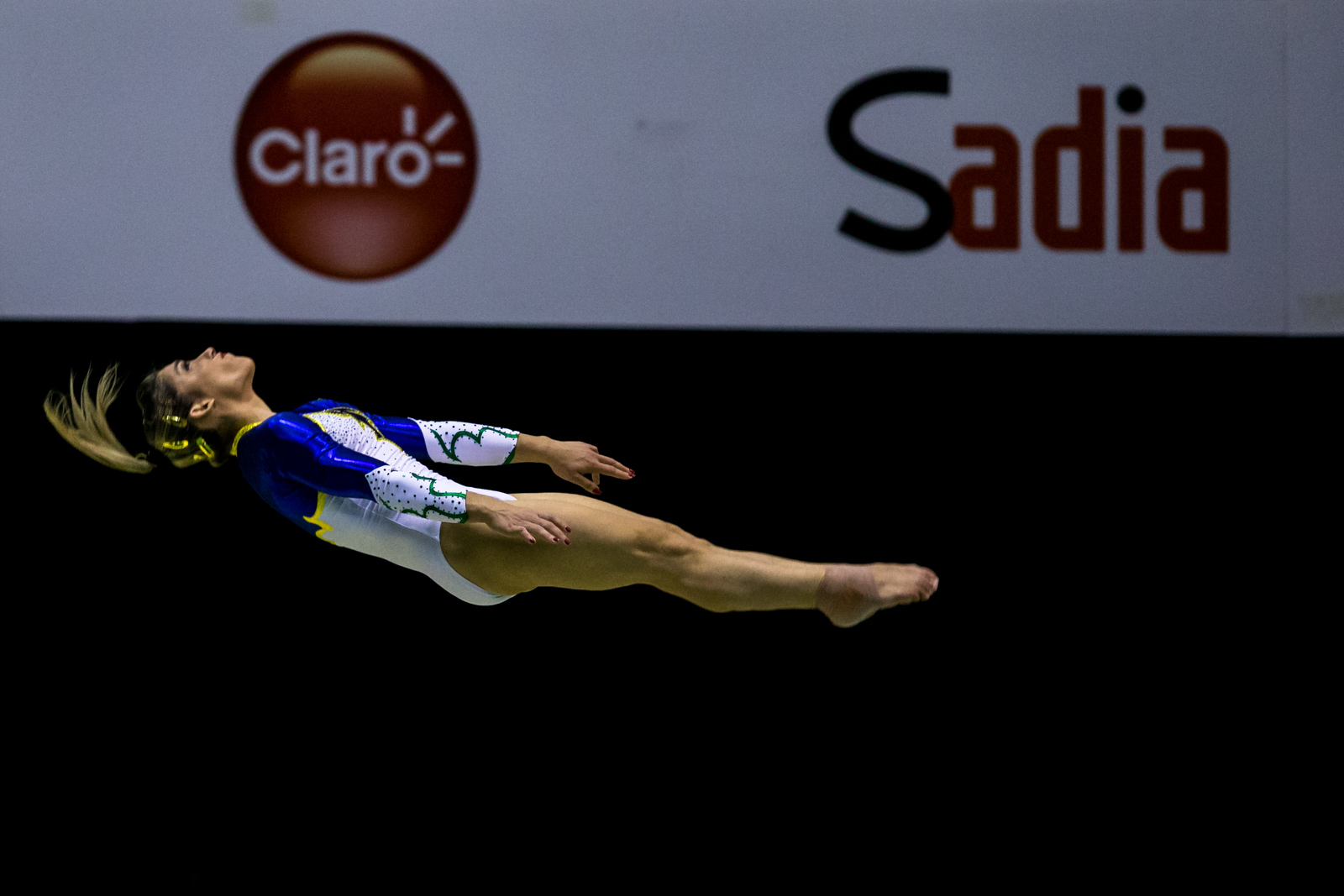
Daniele Hypólito durante o evento-teste para os Jogos Olímpicos de 2016
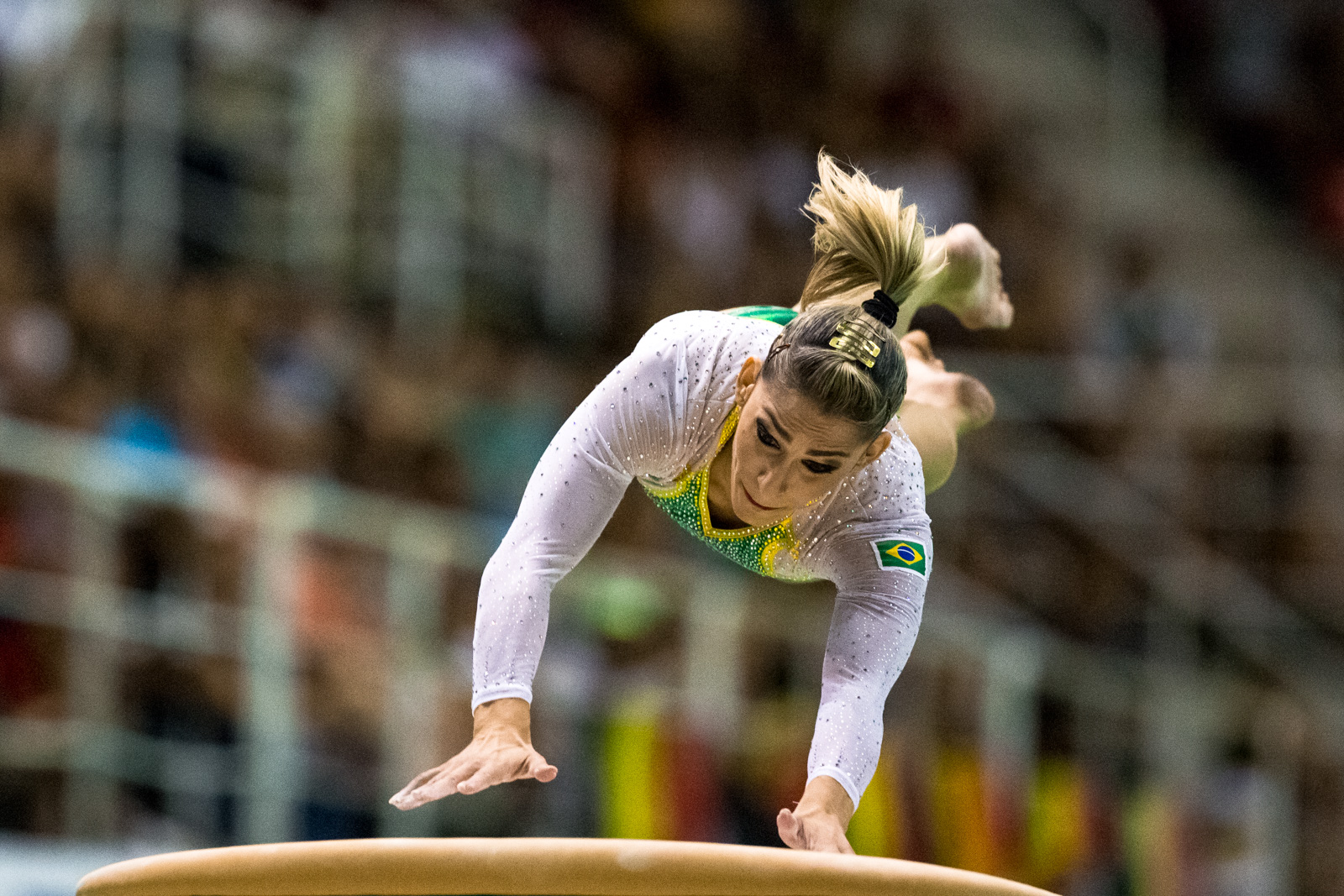
Daniele Hypólito no evento-teste para os Jogos Olímpicos de 2016
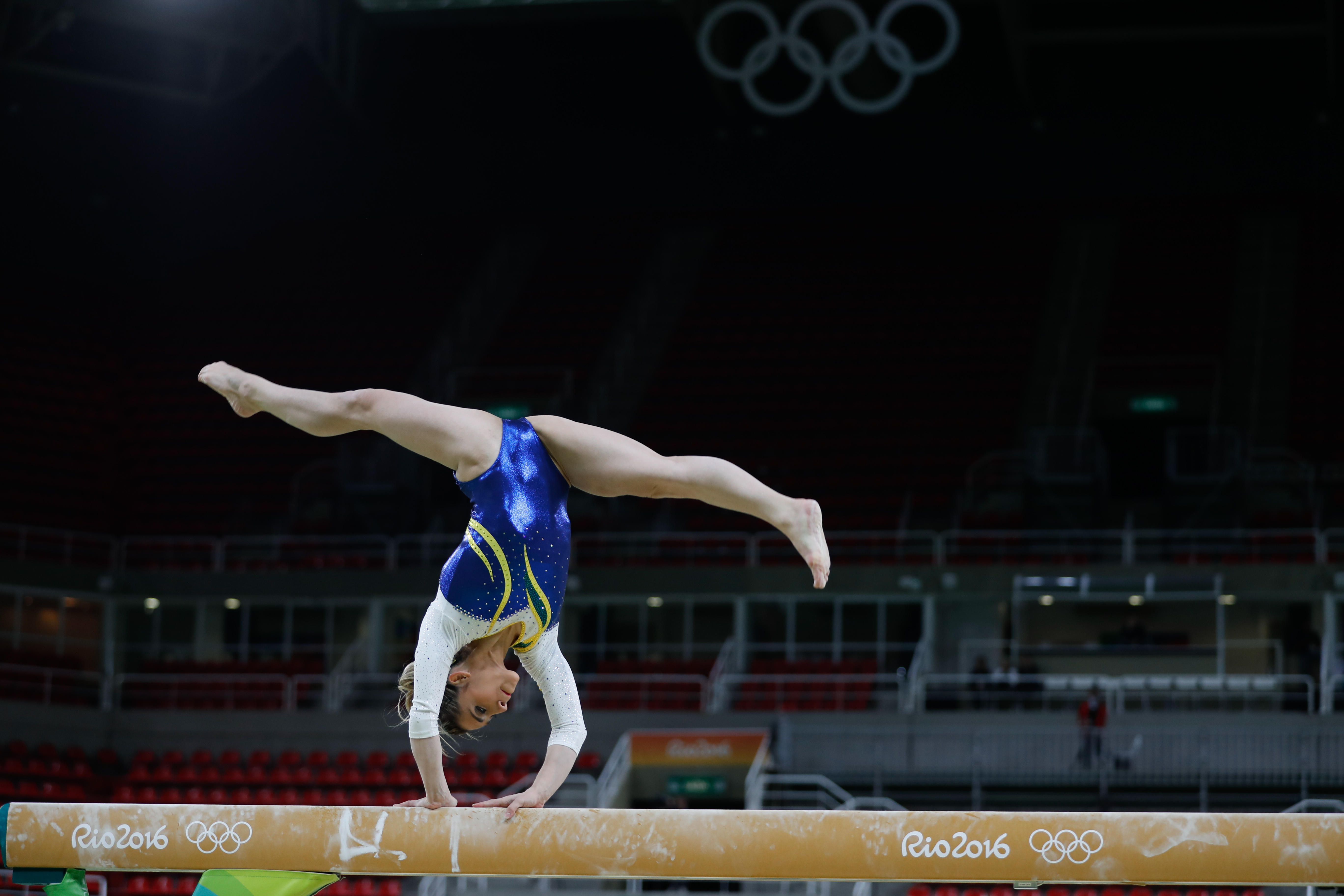
Daniele Hypólito nos Jogos Olímpicos de 2016

## Principais resultados
| Ano  | Evento                                             | AA                | Equipe            | Salto sobre o cavalo. | Trave.            | Barras assimétricas. | Solo.             |
| ---- | -------------------------------------------------- | ----------------- | ----------------- | --------------------- | ----------------- | -------------------- | ----------------- |
| 1996 | Campeonato Brasileiro                              | Medalha de ouro   |                   |                       |                   |                      |                   |
| 1996 | Campeonato Pan-americano Juvenil                   | Medalha de bronze | Medalha de ouro   |                       | Medalha de prata  |                      | Medalha de bronze |
| 1997 | Campeonato Brasileiro                              | Medalha de ouro   |                   |                       |                   |                      |                   |
| 1997 | Campeonato Pan-americano Adulto                    |                   | Medalha de ouro   |                       |                   | Medalha de ouro      | Medalha de ouro   |
| 1997 | Trophee Massila                                    | 8º                |                   |                       |                   |                      |                   |
| 1999 | Jogos Pan-americanos                               |                   | Medalha de bronze |                       |                   |                      |                   |
| 2000 | Jogos Olímpicos de Sydney                          | 18º               |                   | 16º                   | 17º               | 17º                  |                   |
| 2001 | Campeonato Pan-americano Adulto                    |                   | Medalha de prata  |                       |                   |                      | Medalha de prata  |
| 2001 | Campeonato Mundial de Ginástica Artística          | 4º                |                   |                       |                   |                      | Medalha de prata  |
| 2003 | Jogos Pan-americanos                               | Medalha de bronze | Medalha de bronze |                       | Medalha de prata  | Medalha de prata     |                   |
| 2003 | Campeonato Mundial de Ginástica Artística          | 24º               | 8º                |                       |                   |                      |                   |
| 2004 | Jogos Olímpicos de Atenas                          | 12º               | 9º                |                       |                   |                      |                   |
| 2005 | Campeonato Mundial de Ginástica Artística          | 9º                |                   |                       |                   |                      |                   |
| 2005 | Campeonato Nacional                                | Medalha de ouro   |                   |                       |                   |                      |                   |
| 2005 | Campeonato Pan-americano Adulto                    | Medalha de prata  | Medalha de prata  |                       |                   | Medalha de prata     | Medalha de prata  |
| 2006 | Campeonato Mundial de Ginástica Artística          | 22º               | 7º                |                       |                   |                      |                   |
| 2006 | Final da Copa do Mundo - São Paulo                 |                   |                   |                       | Medalha de prata  |                      |                   |
| 2007 | Jogos Pan-americanos                               | 5º                | Medalha de prata  |                       | Medalha de bronze |                      | 7º                |
| 2007 | Campeonato Mundial de Ginástica Artística          |                   | 5º                |                       |                   |                      |                   |
| 2008 | Jogos Olímpicos de Pequim                          | 75º               | 8º                |                       |                   |                      |                   |
| 2009 | Universíada                                        | 17º               |                   |                       |                   |                      |                   |
| 2010 | Copa do Mundo - Porto                              |                   |                   | Medalha de ouro       | 6º                | Medalha de bronze    | Medalha de ouro   |
| 2010 | Campeonato Brasileiro                              | Medalha de ouro   | Medalha de ouro   |                       | Medalha de prata  | Medalha de ouro      | Medalha de ouro   |
| 2010 | Campeonato Pan-Americano Adulto                    | 9º                | Medalha de bronze | Medalha de prata      |                   | 5º                   | 6º                |
| 2010 | Campeonato Mundial de Ginástica Artística          | 18º               | 10º               |                       |                   |                      |                   |
| 2011 | Copa do Mundo - Doha                               |                   |                   | Medalha de ouro       |                   |                      | Medalha de bronze |
| 2011 | Jogos Pan-Americanos                               | 7º                | 5º                |                       | Medalha de bronze |                      | Medalha de bronze |
| 2012 | Campeonato Pan-americano de Especialistas          |                   |                   |                       | Medalha de ouro   |                      | Medalha de ouro   |
| 2012 | Jogos Olímpicos de Londres                         | 37º               | 12º               |                       |                   |                      |                   |
| 2013 | Campeonato Pan-americano de Especialistas          |                   |                   |                       |                   |                      | Medalha de ouro   |
| 2014 | Campeonato Pan-americano Adulto                    |                   | Medalha de prata  |                       |                   |                      |                   |
| 2015 | Jogos Pan-americanos                               |                   | Medalha de bronze | 4º                    |                   |                      |                   |
| 2016 | Evento Teste dos Jogos Olímpicos do Rio de Janeiro |                   | Medalha de ouro   | 5º                    |                   |                      | 6º                |
| 2016 | Jogos Olímpicos do Rio de Janeiro                  |                   | 8º                |                       |                   |                      |                   |
| 2021 | Campeonato Brasileiro                              |                   | Medalha de ouro   |                       |                   |                      |                   |

## Filmografia

### Televisão
| Ano  | Título              | Cargo                      | Notas        |
| ---- | ------------------- | -------------------------- | ------------ |
| 2017 | Exathlon Brasil     | Participante (20.° lugar)  |              |
| 2019 | Dancing Brasil      | Participante (Vice-campeã) | Temporada 5  |
| 2020 | Made In Japão       | Participante (6.° lugar)   |              |
| 2021 | Power Couple Brasil | Participante (6.° lugar)   | Temporada 5  |
| 2021 | Olimpíadas SporTV   | Comentarista               |              |
| 2021 | A Culpa é do Cabral | Convidada                  | Temporada 9  |
| 2025 | Big Brother Brasil  | Participante (10.º lugar)  | Temporada 25 |